# Корнелія Сципіона Африкана
Корнелія Сципіона Африкана (190—100 до н. е.) — дружина Тіберія Семпронія Гракха, мати народних трибунів Тіберія та Гая Гракхів. Мала прекрасну статуру, ораторські здібності, надала своїм дітям чудове виховання

## Життєпис
Походила з патриціанського роду Корнеліїв Сципіонів. Донька Публія Корнелія Сципіона Африканського, відомого римського військовика, та Емілії. До моменту смерті батька у 183 році до н. е. ще не була заручена. Згодом родичі заручили Корнелію з Тіберієм Семпронієм Гракхом, який був політичним супротивником Сципіонів, втім, попри це, надав їм допомогу у 187 році до н. е. після Сирійської війни з Антіохом III. Шлюб Корнелії та Гракха виявився щасливим. Корнелія Сципіона народила від Тіберія Гракха 12 дітей, з яких вижило тільки троє: сини Тіберій й Гай і донька Семпронія.
У 150 році до н. е. Корнелія овдовіла. Вона відкинула сватання претендента на єгипетський трон, майбутнього царя Птолемея VIII, й присвятила себе хатнім справам й дітям. Вважалася ідеальною господинею і матір'ю сімейства. Володіла великим впливом на синів і заохочувала честолюбство Тіберія. У 133 році до н. е. Тіберій зайняв посаду народного трибуна й виступив з програмою реформ, які суперечили інтересам сенатської більшості. Його життя перебувала в небезпеці, тому Корнелія просила народ захистити її сина. Після загибелі Тіберія Корнелія покинула Рим і оселилася у своєму маєтку у Мізенах. У 129 році до н. е. при підозрілих обставин помер Сципіон Еміліан, чоловік дочки Корнелії та впливовий супротивник політики Тіберія. За деякими відомостями, Корнелію підозрювали у причетності до його вбивства.
У 123 році до н. е. народним трибуном став Гай, другий син Корнелії. Вона намагалася утримати сина від відкритого конфлікту із сенатом та переконувала його не мститися за брата. Тому за її наполяганням Гай відкликав звинувачення проти Марка Октавія, ворога Тіберія. Деякі автори, проте, звинувачували Корнелію в тому, що вона постачала Гаю збройних найманців. Політика Гая була ворожа оптиматів, і у 122 році до н. е. він, як і Тіберій, був убитий політичними супротивниками.
Корнелія мужньо перенесла загибель синів й завжди з гордістю згадувала про їх діяння. Вона провела решту життя у Мізенах в оточенні вчених. Прославилася своєю гостинністю та користувалася загальною повагою й пошаною. Бронзова статуя Корнелії була встановлена у Портику Метелла.
Після смерті чоловіка вона вирішила залишитися вдовою, досі користуючись статусом, схожим на принцесу, і налаштувалася на виховання своїх дітей. Пізніше у своєму житті Корнелія вивчала літературу, латинську та грецьку мови. Корнелія скористалася грецькими вченими, яких вона привела до Риму, зокрема філософів Блоссія (з Кума) та Діофана (з Мітіліни), які мали виховувати юнаків. Корнелія завжди підтримувала своїх синів Тиберія та Гая, навіть коли їхні дії обурювали консервативні сім'ї патрицій, в яких вона народилася. Після їх насильницької смерті вона вийшла з Риму на віллу в Мізенумі, але продовжувала приймати гостей. Рим поклонявся її чеснотам, і коли вона померла в похилому віці, місто проголосувало за статую на її честь.

## Роль у політичній кар'єрі синів
Одним з найважливіших аспектів життя Корнелії є її стосунки з дорослими синами. Більшість інформації, яку ми маємо про її роль за цей час, - це те, що Плутарх писав і в "Житті Тиберія Гракха", і в "Житті Гая Гракха". Її зображують як активну під час їхньої політичної кар'єри, особливо за Гая.
Плутарх пише про те, як Гай скасував закон, який ганьбив Марка Октавія, трибуну, яку скинув Тиберій, бо Корнелія попросила його зняти його. Плутарх стверджує, що люди все схвалювали це з поваги до неї (завдяки синам та батькові). Плутарх також пише, що Корнелія, можливо, допомогла Гаю підірвати владу консула Луція Опімія, найнявши іноземні комбайни для надання опору (що говорить про те, що комбайни були союзниками Гракхів).

## Уривки з листа Корнелії
Корнелія, мати Гракхів, Джозеф-Бенот Сувей (1795, Лувр)
Рукописи Корнелія Непота, найдавнішого латинського біографа (бл. 110-24 рр. До н. Е.), Містять кілька уривків з листа, нібито складеного Корнелією до Гая (її молодшого сина). Якби листи були автентичними, вони зробили б Корнелію однією з лише чотирьох римських жінок, чиї твори збереглися до наших днів, і вони показали б, як римські жінки мали значний вплив у політичних сім'ях. Листи можуть бути датовані безпосередньо перед трибуналом Гая в 122 році до н. (Гай був убитий наступного року в 121 році до н.е., через десятиліття після смерті брата Тіберія в 133 р. До н. Е.). Два уривки звучать так:
"Ви скажете, що гарно помститися ворогам. Нікому це не здається ні більшим, ні красивішим, ніж мені, але тільки якщо можна досягти цих цілей, не завдаючи шкоди нашій країні. Але бачачи, що цього зробити не можна, наші вороги не загинуть довго і з багатьох причин, і вони будуть такими, як вони є зараз, а не знищать і загинуть наші країни.
...
Я б наважилася урочисто скласти присягу, поклявшись, що, окрім тих, хто вбив Тиберія Гракха, жоден ворог не чинив на мене стільки труднощів і стільки страждань, як у вас через такі питання: ви мали б взяти на себе відповідальність усіх тих дітей, які у мене були в минулому, і щоб переконатися, що у мене може бути найменше занепокоєння в старості; і що, що б ви не робили, ви хочете найбільше порадувати мене; і що ви вважаєте, що це богомільно робити щось велике значення всупереч моїм почуттям, тим більше, що я є хтось, кому залишилася лише мала частина мого життя. Не може навіть цей проміжок часу, настільки короткий, як він є, допомогти вам утримувати від того, щоб протистояти мені і знищити нашу країну? Підсумковий аналіз, який кінець буде? Коли наша сім'я перестане вести себе шалено? Коли ми перестанемо наполягати на неприємностях, стражданнях і їх заподіянні? Коли ми почнемо відчувати сором за зрив і тривогу нашої країни? Але якщо це взагалі не може відбутися, шукайте посаду трибуни, коли я буду мертва; що стосується мене, роби те, що тобі сподобається, коли я не сприйматиму те, що ти робиш. Коли я помру, ти принесеш в жертву мене як батька і покличеш бога свого батька. Тоді чи не соромно вам шукати молитви тих богів, яких ви вважали занедбаними та безлюдними, коли вони були живі і під рукою? Нехай Юпітер ні на одну мить не дозволить вам продовжувати ці дії, а також не дозволить подібному безумству прийти в голову. І якщо ви будете наполягати, я боюся, що з власної вини ви можете зазнати таких неприємностей протягом усього свого життя, що ні в один раз ви не зможете зробити себе щасливим ".
На початку 40-х років до н.е. Цицерон, сучасник Непота, посилався на листи Корнелії. Цицерон зобразив свого друга Аттикуса, як аргументував вплив матерів на мовлення дітей, зазначивши, що стиль букв з'явився Аттикусу, щоб показати, що на Гракхі сильніше впливає мова Корнелії, ніж її виховання. Пізніше в історії Маркус Фабій Квінтіліан (бл. 35 - 100 р.) Підтвердив погляд Аттіка на листи Корнелії, коли він сказав: "Ми чули, що їхня мати Корнелія значною мірою сприяла красномовству Гракхі, жінки, вкрай вивченої мовою" також передано майбутнім поколінням у своїх листах "(Інст. Орат. 1.1.6) .4
Хоча Цицерон із посилань на листи Корнелії дає зрозуміти, що елітні римляни того періоду були знайомі з працями Корнелії, сьогоднішні історики поділяються на те, чи є збережені сьогодні фрагменти справжніми словами Корнелії. Натомість, фрагменти, ймовірно, були поширеними пропагандою елітної оптимізованої фракції римської політики, яка була проти народницьких реформ синів Корнелії. Листи представляють Корнелію (жінку зі значним культурним кашетом) на противагу реформам її сина, а Гай як невдалий радикал, відсторонений від добробуту Римської республіки чи від бажань його шанованої матері - це означає, що вижила фрагменти можуть бути або відвертими сучасними підробками, або суттєво зміненими версіями того, що насправді написала Корнелія.

## Статуя Корнелії
Після її смерті споруджена мармурова статуя Корнелії; проте збереглася лише база. Її статуя витримала під час революційного правління Сулли, і вона стала взірцем для майбутніх римських жінок, кульмінацією яких став портрет Гелени, матері імператора Костянтина через чотириста років. Пізніше основа статуї Корнелії була змінена під час консервативних спроб пізніших римських реформаторів, в яких основа її статуї, яка посилалася на її відомих синів, була подана і замінена написом як "дочка Африканська", а не "мати Гракхів ".

## Зміна спадщини з часом
Історична Корнелія залишається дещо невловимою. Фігура, зображена в римській літературі, швидше за все, представляє більше те, що вона означала для римських письменників, ніж об'єктивне. З часом, коли розвивалося римське суспільство, це значення змінювалося, зокрема, роль жінки. Проблеми інтерпретації літератури ускладнюються тим, що збереглася лише одна робота, яка нібито приписується самій Корнелії, а класицисти ставлять під сумнів її достовірність ще з ХІХ століття. Фрагменти листа Корнелії, докладно описані вище, мають на меті створити те, що залишилося від листа, написаного в 124 році до н.е. до її сина Гая, і збереглося пізніше в рукописах Корнелія Непота, який писав про Гракхів. У своєму листі Корнелія висловлює рішучу протидію намірам Гая виступати за трибунат. Вона також закликає його не продовжувати революційну політику свого старшого брата Тиберія Гракха, яка в кінцевому рахунку призвела до його смерті. Фрагменти, ймовірно, були включені до життя Непоа Гая Гракха, втраченого тепер.
Суперечка щодо достовірності фрагментів була зосереджена на стилі та змісті листа. Хоча консенсус, схоже, погоджується з тим, що фрагменти нагадують стиль письма та мову освіченого римського аристократа кінця другого століття до нашої ери, але деякі зауважують, що Корнелія докоряє політику Гая в листі, здається, суперечить тому, що розуміється щодо її позицій, збережених у інші джерела. Деяким науковцям достовірність, з якою вона звертається до Гая, здається конфліктною тим, що вірить у її материнську відданість. Через ці сумніви деякі вчені гіпотезують, що фрагменти є або пізнішою підробкою, створеною кимось бажаючим відокремити політичні ідеології Корнелії від своїх синів, а інші припускають, що вони є значно пізнішою вигадкою, що представляє собою "риторичну вправу", в якій письменник намагався відтворити те, що могла сказати Корнелія, і цей лист був ненавмисно включений як легітимний вихідний матеріал до видання творів Емілія Пробуса у 5 столітті нашої ери. Ці самі теорії виявляються проблематичними, оскільки лист є лише однією точкою даних, і тому недостатній для реконструкції широких висновків про політичні ідеали Корнелії або для висновку про туманні ідеї "материнської відданості". Як уже зазначалося, якщо вони насправді представляють роботу підробника, він був знавцем граматики, мови та писемності римської еліти кінця ІІ століття. Більшість, здається, вважає, що фрагменти є автентичними та представляють приватний лист, написаний високоосвіченою жінкою, яка ніколи не мала на меті дати її суворий докір читати комусь, крім її сина.
Оскільки Фрагменти є єдиним первинним джерелом, створеним Корнелією, реконструкція історичної Корнелії покладається в основному на те, як пізніше римські письменники бачили її. Це проблематично, оскільки римські зображення Корнелії з часом чітко змінюються. Найдавніший образ Корнелії, багато в чому намальований поглядами Плутарха, - це аристократична жінка, яка проводить значну частину часу, живучи екстравагантно у віллі своєї родини, яка через багатство, можливості та інтерес до освіти (особливо грецької) отримує найкращу можливу освіта з латинської та грецької риторики. Вона дещо суперечить як політичній політиці своїх синів, так і тому, що розвинула (і часто використовує) такі сильні риторичні здібності, незважаючи на те, що вона була жінкою. Ці ранні розповіді підкреслюють її освіченість та здібності, але порівняно значно менше акцентують увагу на її материнській ролі.
Протягом наступних століть Корнелія розвивалася в очах римських письменників, і її пам’ять була пристосована до їхніх програм. Її навчальні досягнення та здібності були знецінені на користь її прикладу "ідеалізованого материнства". Її освіта була включена в її роль матері: освіта для того, щоб передати її синам. Вона отримувала задоволення від політичних суперечок, які оточували її сім'ю і перетворилася на героїчну постать. Як підсумовує історик Емілі Гемелрійк, «Корнелія, яку ми знаємо, є значною мірою витвором пізніших часів».

## Родина
Чоловік — Тіберій Семпроній Гракх, консул 177 року до н. е.
Діти:
- Семпронія
- Тіберій Семпроній Гракх, народний трибун 133 року до н. е.

## Сучасні уявлення
Анекдот, пов'язаний Валерієм Максимусом у його Factorum ac dictorum memorabilium libri IX (IV, 4, incipit), демонструє відданість Корнелії та захоплення її синами. Коли подруги розпитували Корнелію про стиль її одягу та прикраси, що були набагато простішим і дешевшим, ніж це було звичайно для заможної римської жінки її рангу та статусу, Корнелія вказала на своїх двох синів і сказала: "Ось мої коштовності".
Велика статуя на підставі штату Огайо в Колумбусі під назвою "Це мої коштовності" - це натяк на цю історію. Її прикрашає постать Корнелії, що уособлює штат Огайо, широко розкинувши зброю, а перед нею - це "дорогоцінні камені" держави - військові та політичні лідери, які сприяли справі Союзу під час громадянської війни в США.
Її пам’ятають як Корнелію Гракх, її ім'я позолочене на Heritage Floor, великих феміністичних творів Джуді Чикаго, «Вечеря» (1974–1979).
«Корнелія», вірш Сюзанні Роксман, включена до її поетичної збірки «Уявні тюлені» (Dionysia Press, Edinburgh, 2006-7). Цей вірш містить рядки "Але я ніколи не просила героїв. Коштовностей було б достатньо".
Раннє життя Корнелії через шлюб з Тиберієм Семпронієм Гракхом вимислено в трилогії "Сципіон Африкан" іспанського автора Сантьяго Постегільо.